# 1-ottanolo
L'1-ottanolo (o alcol n-ottilico) è un alcol contenente 8 atomi di carbonio di formula CH3(CH2)7OH. A temperatura ambiente si presenta come un liquido incolore dall'odore caratteristico. È un composto irritante. Il suo carattere idrofobo e l'immiscibilità con l'acqua lo rendono adatto a stabilire il coefficiente di ripartizione delle sostanze chimiche, che viene normalmente definito proprio dal rapporto tra le concentrazioni della sostanza nella fase alcolica e in quella acquosa.